# Anything Goes (film 1936)
Anything Goes è un film del 1936 diretto da Lewis Milestone e liberamente tratto dall'omonimo musical di Cole Porter.

## Trama
Il giovane broker Billy Crocker si imbarca su un transatlantico per seguire la donna di cui è innamorato. Ma qui scopre che la bella Hope Harcout è una ricca ereditiera inglese fuggita di casa e ora costretta a ritornare nel Regno Unito. Durante il viaggio proverà a conquistarla, grazie all'aiuto della cantante di night club Reno Sweeney.

## Produzione
I testi originali di Cole Porter vennero ritenuti troppo espliciti per essere approvati dalla casa di produzione e non riuscirono a passare le regole del codice Hays. Solo quattro canzoni dalla colonna sonora originale rimasero nel film: "I Get a Kick Out of You", "There'll Always Be a Lady Fair", "Anything Goes" e "You're the Top", anche se le ultime due canzoni vennero quasi completamente riscritte per evitare la censura. Crosby fece rimuovere gran parte delle canzoni originali per averne delle nuove, scritte appositamente per lui da Richard A. Whiting, Hoagy Carmichael, Leo Robin, Edward Heyman e Friedrich Hollander.

## Accoglienza
Le recensioni furono tiepidi e la gran parte dei critici evidenziò l'inferiorià del film rispetto al musical e considerarono le nuove canzoni mediocri e non all'altezza della partitura di Porter. Unanimi invece furono le lodi per Ethel Merman, l'unica attrice rimasta dal cast del musical a Broadway.